# Mnyawa
Mnyawa è una circoscrizione rurale (rural ward) della Tanzania situata nel distretto di Tandahimba, regione di Mtwara. Conta una popolazione di 8 152 abitanti (censimento 2012).